# Eumops auripendulus
Eumops auripendulus е вид бозайник от семейство Булдогови прилепи (Molossidae).

## Разпространение
Видът е разпространен в Аржентина, Боливия, Бразилия, Венецуела, Гватемала, Гвиана, Еквадор, Колумбия, Коста Рика, Мексико, Никарагуа, Панама, Парагвай, Перу, Салвадор, Суринам, Тринидад и Тобаго, Френска Гвиана, Хондурас и Ямайка.